# Cock N.V.

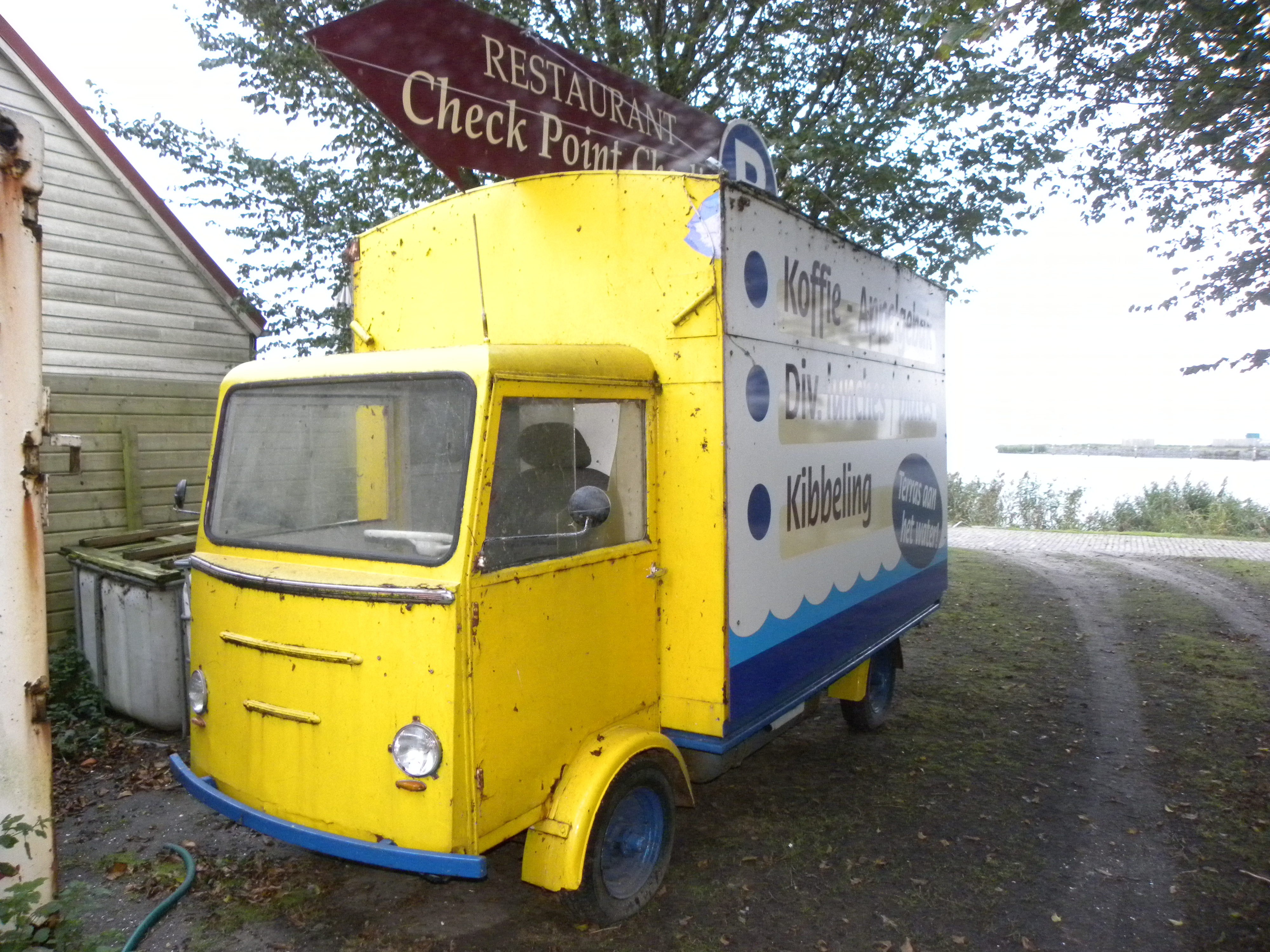
Bestelwagen met opbouw van Cock N.V.

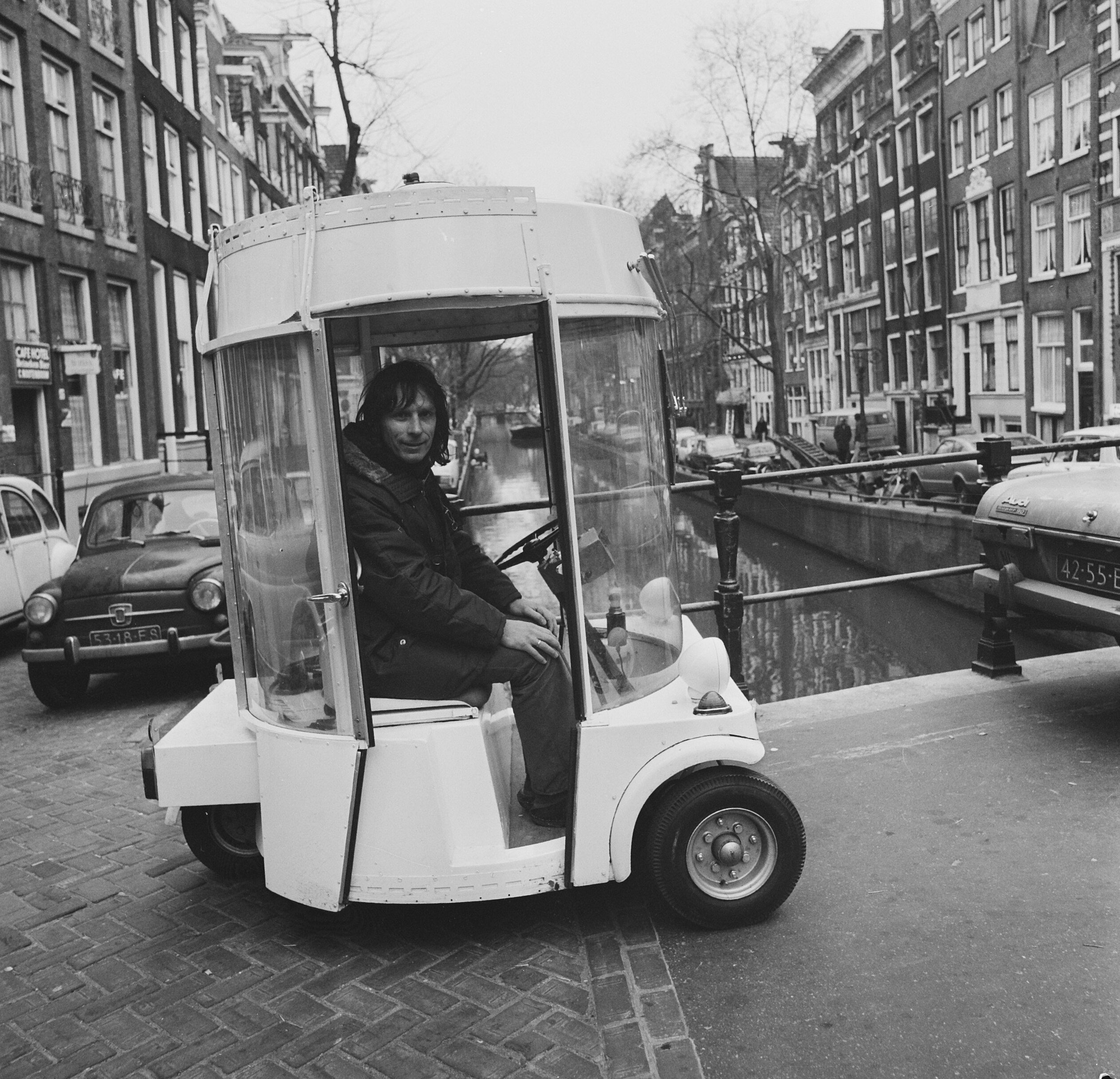
Witkar van Cock N.V.

Cock N.V. die later overging in Asser Transportmiddelen Fabriek, was een transportmiddelenfabriek in 1950 opgericht te Assen.

## Geschiedenis
Onder de naam Cock N.V. zijn veel varianten van kleine bedrijfswagens geleverd. Door opkomende concurrentie van o.a. Spijkstaal ging het bedrijf in 1974 failliet. Na een doorstart is de productie tot in 1984 voortgezet onder de naam ATF (Asser Transportmiddelen Fabriek).

## Modellen
Begonnen werd eerst alleen met het maken van kruiwagens. Ter vervanging van paard en wagen werd een driewieler ontwikkeld met een tweetaktmotor die het voorwiel aandreef. Deze zogenaamde ijzeren hond werd vooral door melkboeren gebruikt. Dit model werd door ontwikkelt tot een voertuig met 4 wielen en zelfs elektrische aandrijving: de Colektro IV.
Op basis van een type chassis van het Italiaanse MV Tevere werden door Cock N.V. kleine vrachtwagens gebouwd. Daarnaast werd op basis van een type chassis van Ford Engeland ook SRV-wagens gebouwd.
Cock bracht in 1968 een elektrisch personenvoertuig uit, en bouwde de eerste serie (10 stuks) van de Witkar.